# Eilhard Mitscherlich
Eilhard Mitscherlich (Neuende, Oldenburg, 7 de janeiro de 1794 — Berlim, 28 de agosto de 1863) foi um químico alemão.
Mitscherlich descobriu o isomorfismo e o polimorfismo dos cristais. Construiu o primeiro polarizador.

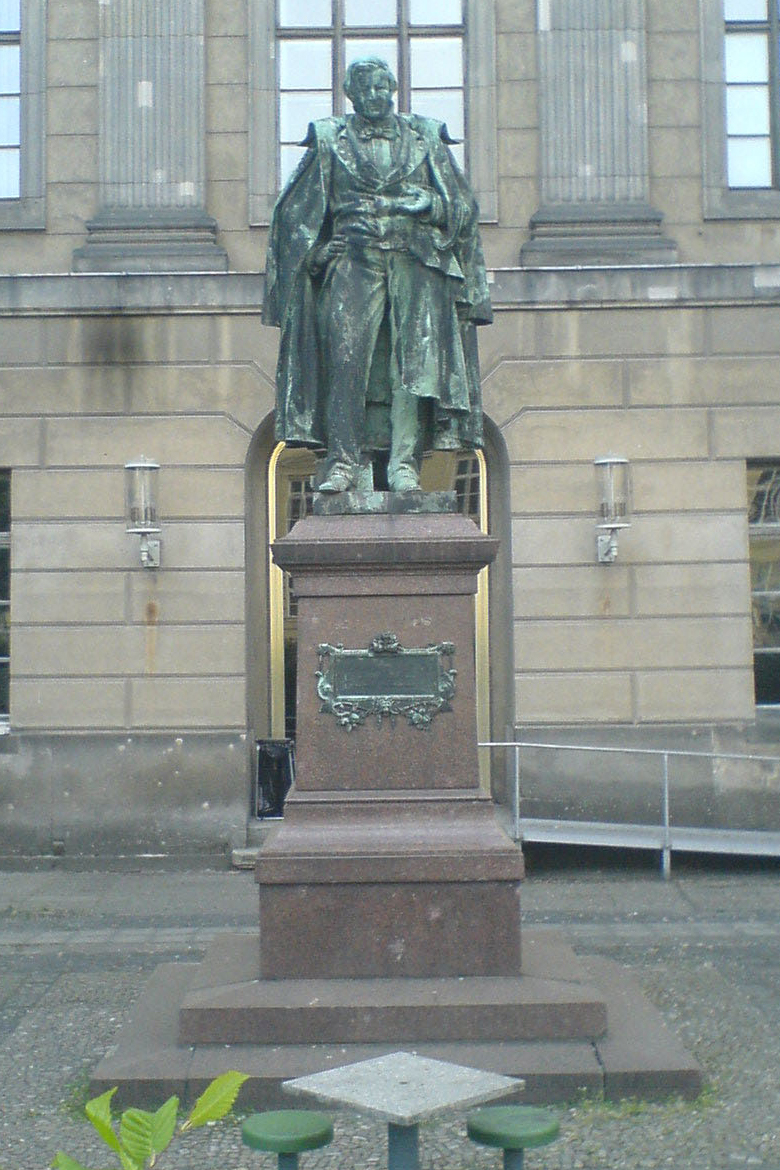
Monumento na Universidade Humboldt de Berlim

Está sepultado no Alter St.-Matthäus-Kirchhof Berlin.